# Монтиньи, Жанна
Жанна Монтиньи (фр. Jeanne Montigny; Дженни Монтиньи, (англ. Jenny Montigny; 8 декабря 1875, Гент — 31 октября 1937, Deurle, Восточная Фландрия) — бельгийская художница-люминистка. 

## Биография
Родилась в 1875 году в Генте в семье юриста, который позже занял пост декана юридического факультета Гентского университета, и его супруги-англичанки. В семнадцать лет Жанна решила стать художницей, однако родители, несмотря на свою состоятельность, отказались поддерживать её в этом. Как меланхолически заметил отец-юрист, «De kunsten laten me helemaal koud» («Искусство оставляет меня совершенно равнодушным»).
Увидев одну из картин Эмиля Клауса — зачинателя бельгийского импрессионизма, получившего название люминизм, Жанна загорелась желанием стать его ученицей и отправилась в Дейнзе, где работал Клаус. Несмотря на то, что Клаус был женат и на двадцать шесть лет старше ее, у них завязались отношения, которые продолжались до кончины Эмиля Клауса в 1924 году. Параллельно Эмиль Клаус обучал Жанну живописи.
В 1902 году она впервые выставила одну из своих работ на Гентском салоне, а затем в Париже. В 1903 году Жанна, вместе с младшим братом, окончательно переехала на собственную виллу в деревню Дёрле (до этого она жила на два дома: в Дейнзе и в Генте). В те годы она была принята в объединение люминистов в качестве полноправного члена.
С началом Первой мировой войны Жанна вместе с Клаусом и его женой эмигрировали в Лондон, где Жанна продолжила выставлять свои работы. После войны она вернулась в Дёрле, где продала виллу и приобрела более скромный дом. После кончины Эмиля Клауса финансовое положение Жанны ухудшилось. В 1920-е годы нарядный и яркий импрессионизм выходил из моды. Жанна жила бедно, пользуясь поддержкой своих знакомых и друзей.
Жанна Монтиньи умерла в 1937 году в Дёрле практически забытой. Повторное открытие её жизнерадостных, наполненных светом картин, состоялось только в конце 1990-х годов. С тех пор выставки работ Монтиньи прошли в Дёрле, Дейнзе и музее Писсарро в Понтуазе.

## Каталоги
- J. D'Haese, Huldetentoonstelling Jenny Montigny (1875-1937), cat. exp. Mus. Léon De Smet, Deurle, 1987
- Jenny Montigny (1875-1937), in Retrospectieve tentoonstelling Anna De Weert (1867-1950)
- Jenny Montigny (1875-1937), Yvonne Serruys (1873-1953), cat. exp. Mus. van Deinze en Leiestreek, Deinze, 1987, pp. 25–33.
- L'impressionnisme et le fauvisme en Belgique, cat. exp. Mus. Ixelles, Bruxelles, 1990, pp. 157–159.